# Ponthieva ephippium
Ponthieva ephippium är en orkidéart som beskrevs av Heinrich Gustav Reichenbach. Ponthieva ephippium ingår i släktet Ponthieva och familjen orkidéer. Inga underarter finns listade i Catalogue of Life.